# Palacio de Justicia de Jalisco
El Palacio de Justicia de Jalisco, ubicado en el centro histórico de la ciudad de Guadalajara, es la sede del Supremo Tribunal de Justicia del Estado de Jalisco. 

## Historia
Inicialmente fundado el 17 de agosto de 1588, el edificio era el principal de tres claustros del ex convento y templo de Santa María de Gracia. Fue el convento más grande de toda Nueva Galicia y la primera de la orden de Predicadores. Aunque originalmente fue construida para servir a las niñas pobres, con el tiempo sirvió solo a las hijas de los ricos y de la élite. Como el claustro principal ubicado al lado del templo, era de dos plantas. La planta baja tenía la sala capitular además de una cocina y comedor. La planta alta tenía recámaras para las profesoras. La entrada principal del convento sobre la ahora avenida Hidalgo sigue fungiendo como tal para el palacio.
Durante el gobierno de Luis del Carmen Curiel se adquirió el edificio para que se estableciera el Liceo de Niñas, la cual fungió de 1904 a 1912. Dicha institución anteriormente estaba localizada en el excolegio de San Diego de Alcalá. De 1926 a 1937 fue sede de la Normal para Mujeres y Normal Mixta. En 1952 fue remodelada por Ignacio Díaz Morales como parte del plan de renovación urbana de Guadalajara impulsado por José de Jesús González Gallo. En su patio interior se instaló una fuente, originalmente diseñada por Díaz Morales para dar forma a una concha sostenida por cuatro soportes bien proporcionados, pero el contratista simplificó mucho la obra, haciéndola muy diferente a las ideas de Díaz Morales. En 1982, la fuente fue retirada del patio. Desde ese entonces el inmueble de cantera gris es sede del poder judicial estatal.

## Descripción
El palacio rectangular se localiza en el centro histórico de la ciudad, diagonal a Plaza de la Liberación, y frente al costado norte del Teatro Degollado, cerca de la Catedral Metropolitana. En el centro del edificio hay un patio interior cuadrado con naranjos, bordeado por arcadas semicirculares en dos niveles.
A la izquierda de la escalera interior está Mariano Otero, ya la derecha una estatua de Ignacio Luis Vallarta apoyada sobre un pilar cilíndrico de piedra que solía estar en la parte trasera del patio. Junto a las escaleras se encuentra un mural de 1.3 m² conmemorativo de los abogados de Jalisco realizado por Guillermo Chávez Vega en 1964. El mural central muestra a Benito Juárez, Valentín Gómez Farías y Melchor Ocampo, a su derecha un cadáver y un montón de armas que simbolizan la guerra, y el mural de la izquierda muestra a Otero, quien defiende al pueblo, y Vallarta, sosteniendo una bandera. Incluso tiene el interior del edificio con una pintura. Se aprecian a Ramón Corona, Pedro Ogazón y Luis Manuel Rojas, y en el centro de la bóveda se encuentra una figura femenina semidesnuda, empuñando una espada en la mano, y en cuatro direcciones muestra símbolos de opresión, ignorancia, podredumbre y dolor.
Hay dos tablas en la pared de la entrada. Una recuerda que el edificio tuvo un liceo de doncellas, y la otra que en este solar se ubican desde el siglo XVI varios solares del convento de Santa María de Gracia.

## Galería

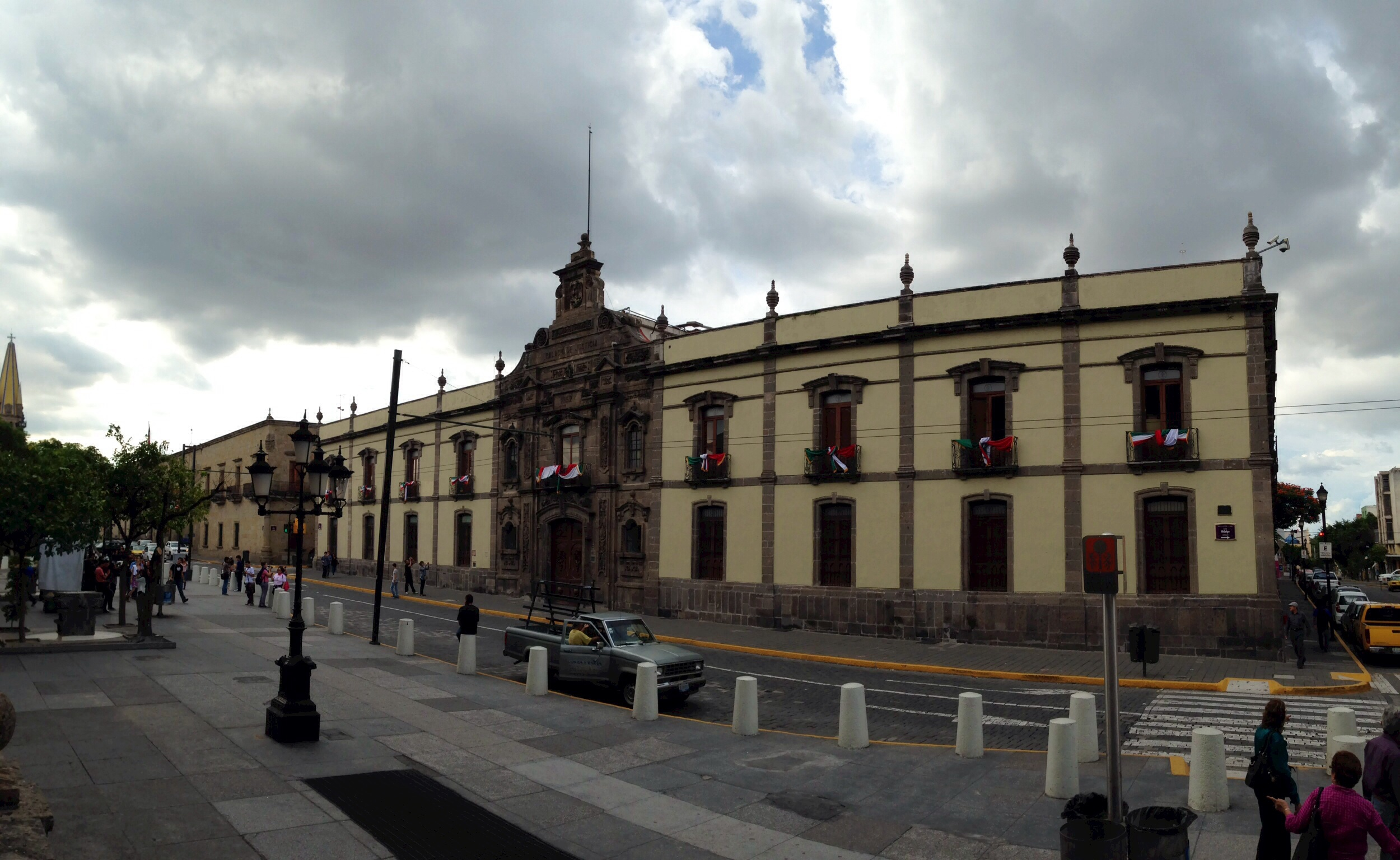
Vista del palacio.
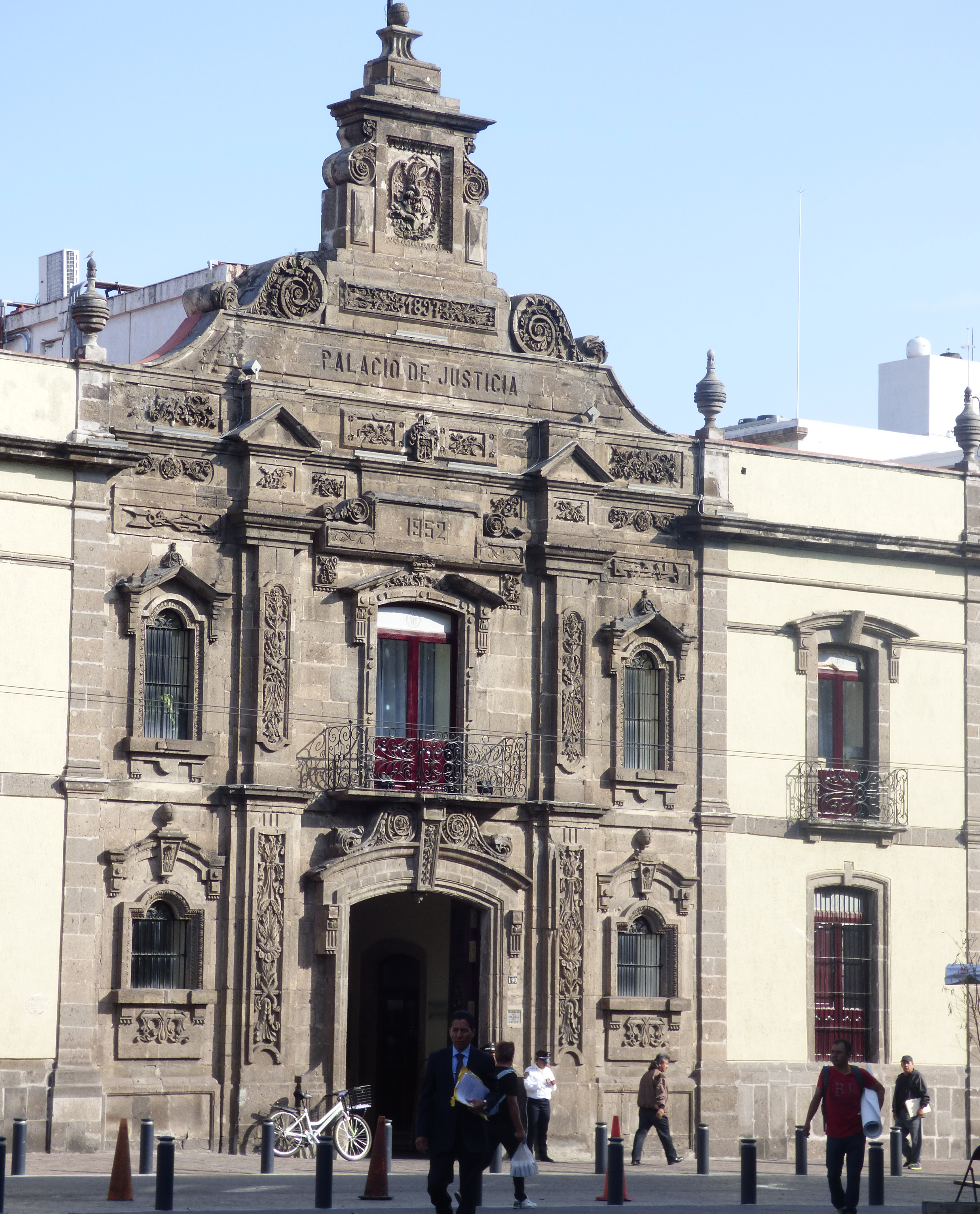
La parte media y más ornamentada de la fachada sur.
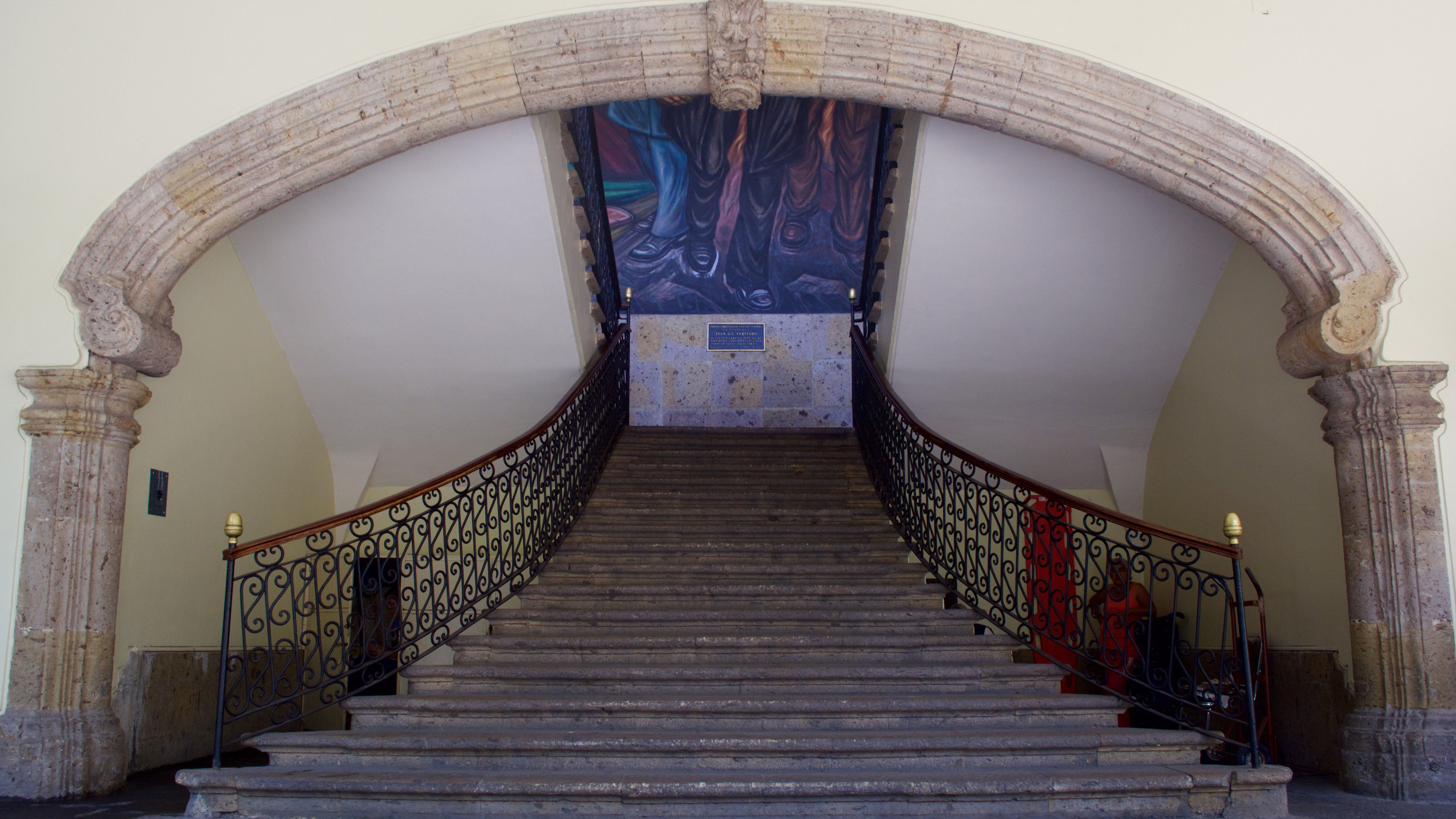
La escalera.
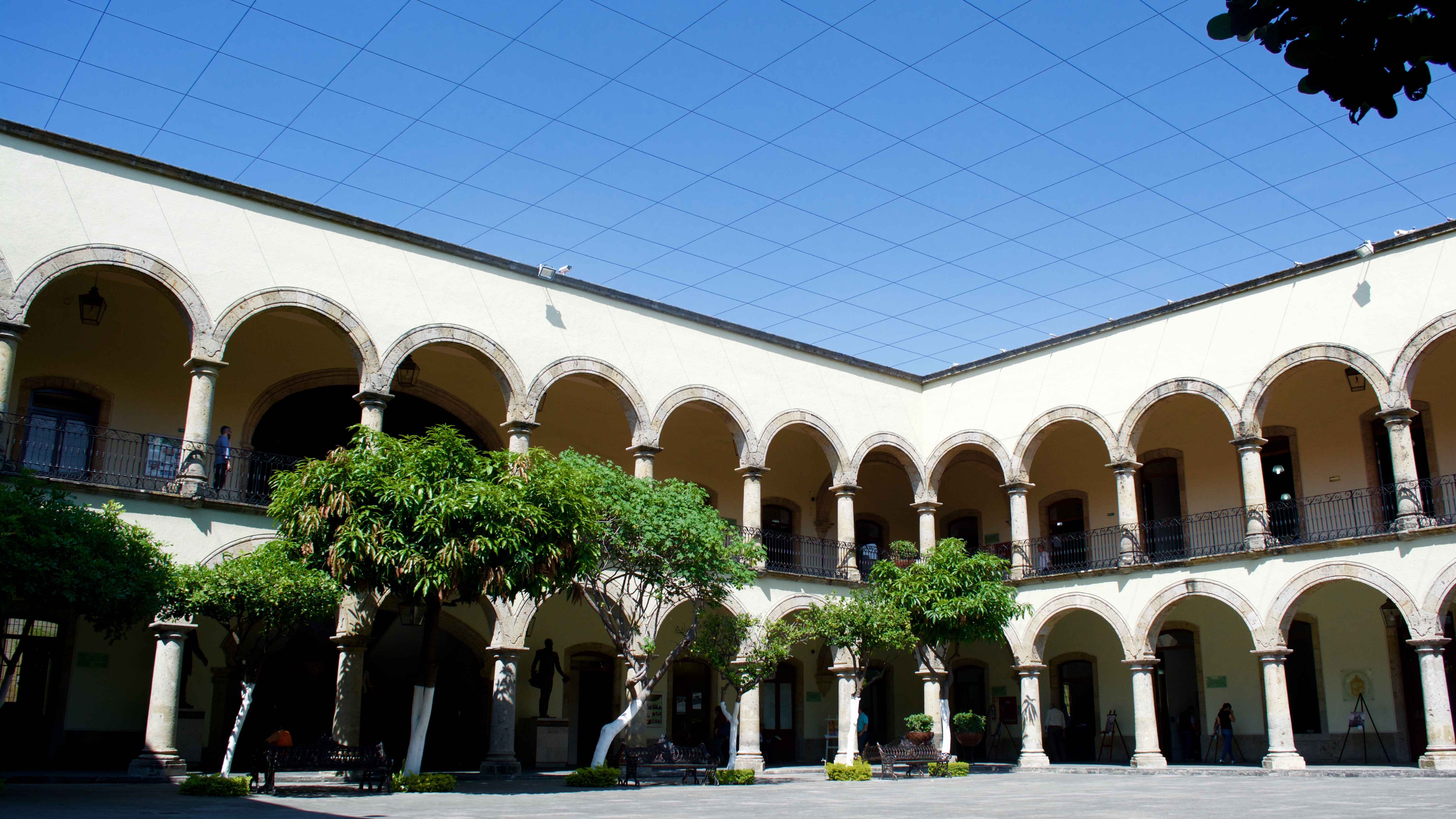
El patio central.
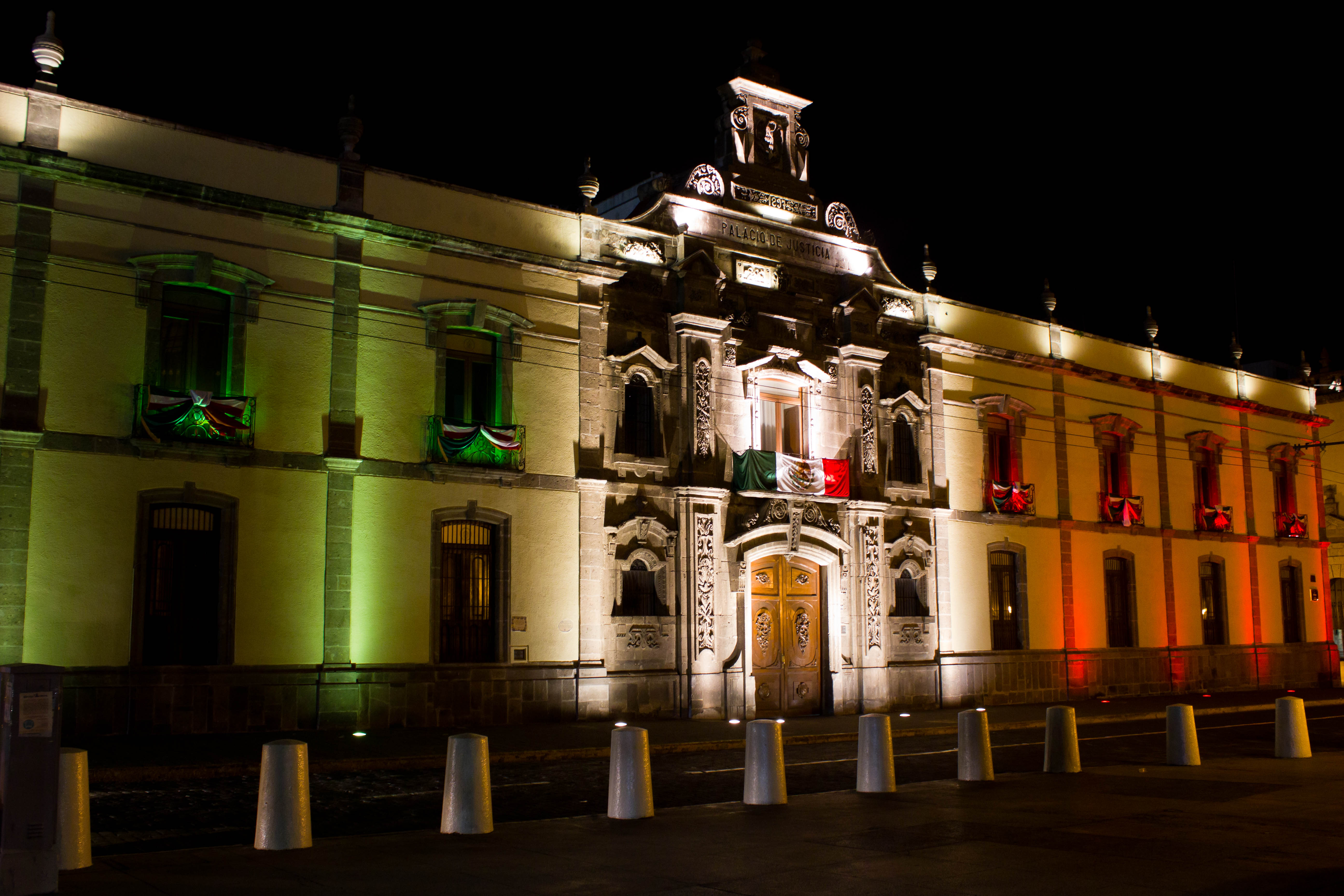
El palacio durante las fiestas patrias.